# Caamaño Passage
Caamaño Passage är ett sund i Kanada.   Det ligger i provinsen British Columbia, i den sydvästra delen av landet, 4 000 km väster om huvudstaden Ottawa.
Trakten runt Caamaño Passage är nära nog obefolkad, med mindre än två invånare per kvadratkilometer.